# Palaganangudy
Palaganangudy es una  ciudad censal situada en el distrito de Tiruchirappalli en el estado de Tamil Nadu (India). Su población es de 13469 habitantes (2011).

## Demografía
Según el censo de 2011 la población de Palaganangudy era de 13469 habitantes, de los cuales 6785 eran hombres y 6684 eran mujeres. Palaganangudy tiene una tasa media de alfabetización del 88,03%, superior a la media estatal del 80,09%: la alfabetización masculina es del 92,37%, y la alfabetización femenina del 83,67%.